# Potentilla mixta
Potentilla mixta är en rosväxtart som beskrevs av Ernst Ferdinand Nolte och Johann Friedrich Wilhelm Koch. Potentilla mixta ingår i Fingerörtssläktet som ingår i familjen rosväxter. Inga underarter finns listade i Catalogue of Life.